# Луций Корнелий Лентул (консул 38 пр.н.е.)
Вижте пояснителната страница за други личности с името Луций Корнелий Лентул.
Луций Корнелий Лентул Крусцелион (на латински: Lucius Cornelius Lentulus Cruscellion, * ок. 75 пр.н.е., † след 39 пр.н.е.) е военен и политик на Римската република от 1 век пр.н.е.

## Биография
Произлиза от фамилията Корнелии, клон Лентул. Син е на Луций Корнелий Лентул Крус († 48 пр.н.е.), консул през 49 пр.н.е.
През 44 пр.н.е. той е претор. През 43 пр.н.е. е проскрибиран от триумвирите. Той бяга в Сицилия, където Секст Помпей го назначава за легат с пълномощия на пропретор.
Луций е женен за Сулпиция дъщеря на Публий Сулпиций Руф и Юлия, вероятно дъщеря на Гай Юлий Цезар Старши. Тя отива преоблечена като робиня при съпруга си в Сицилия.
През 38 пр.н.е. е избран за суфектконсул заедно с Луций Марций Филип.